# Kanton Limonest
Der Kanton Limonest war bis 2015 ein französischer Kanton im Arrondissement Lyon in der Region Rhône-Alpes. Er gehörte ursprünglich zum Département Rhône und wurde abgeschafft, als in seinem Hauptort Limonest und weiteren Gemeinden die Métropole de Lyon zum Jahreswechsel 2014/2015 das Département Rhône als übergeordnete Gebietskörperschaft ablöste und der Kanton seine Funktion als Wahlkreis verlor. Letzter Vertreter im conseil général des Départements war Max Vincent, er folgte Muguette Dini (UDF, Amtszeit 1994–2008) nach.

## Gemeinden
Der Kanton umfasste neun Gemeinden:
| Gemeinde                  | Einwohner Jahr | Fläche km² | Bevölkerungsdichte | Code INSEE | Postleitzahl |
| ------------------------- | -------------- | ---------- | ------------------ | ---------- | ------------ |
| Chasselay                 | 2.695 (2013)   | 12,78      | 211 Einw./km²      | 69049      | 69380        |
| Les Chères                | 1.440 (2013)   | 5,46       | 264 Einw./km²      | 69055      | 69380        |
| Civrieux-d’Azergues       | 1.520 (2013)   | 5,02       | 303 Einw./km²      | 69059      | 69380        |
| Collonges-au-Mont-d’Or    | 3.911 (2013)   | 3,78       | 1035 Einw./km²     | 69063      | 69660        |
| Limonest                  | 3.409 (2013)   | 8,39       | 406 Einw./km²      | 69116      | 69760        |
| Lissieu                   | 3.096 (2013)   | 5,66       | 547 Einw./km²      | 69117      | 69380        |
| Marcilly-d’Azergues       | 873 (2013)     | 4,18       | 209 Einw./km²      | 69125      | 69380        |
| Saint-Cyr-au-Mont-d’Or    | 5.485 (2013)   | 7,29       | 752 Einw./km²      | 69191      | 69450        |
| Saint-Didier-au-Mont-d’Or | 6.466 (2013)   | 8,34       | 775 Einw./km²      | 69194      | 69370        |